# Слобідка (Мядельський район, Слобідзька сільська рада)
Слобідка (біл. вёска Слободка) — село в складі Мядельського району Мінської області, Білорусь. Село підпорядковане Слобідзькій сільській раді, розташоване в північній частині області.